# Frères Joséphites du Rwanda
Les Frères Joséphites du Rwanda (en latin : Institutum Fratrum Filiorum Sancti Ioseph) appelés aussi Bayozefiti sont une congrégation laïque masculine de droit pontifical.

## Historique
Mgr Jean-Joseph Hirth (1854-1931), missionnaires d'Afrique, vicaire apostolique de Kivu ouvre en 1904 à Rubyia, un séminaire qui va former les premiers prêtres indigènes du Bukoba et du Rwanda (faisant partie à l'époque de l'Afrique orientale allemande) il essaie d'établir également une congrégation de religieux autochtones mais sans succès.
Le 28 août 1929, Mgr Léon-Paul Classe (1874-1945) 1er vicaire apostolique du Rwanda, également prêtre des missionnaires d'Afrique, lance un appel à toutes les communautés missionnaires de la région pour recruter des jeunes ayant l'intention d'embrasser la vie religieuse. Beaucoup de jeunes répondent à l'appel et le 3 octobre 1929, les vingt et un premiers candidats commencent le postulat au séminaire de Kabgayi
Les premiers membres prononcent leurs vœux religieux le 30 août 1931. Les constitutions religieuses élaborées par l'évêque sont approuvées par la congrégation pour l'évangélisation des peuples le 12 avril 1939 et le 29 septembre 1966, le pape accorde à l'institut le décret de louange.

## Activités et diffusion
Les frères sont dédiés à l'éducation des jeunes, à l'enseignement du catéchisme et à la préparation des catéchumènes.
Ils sont présents au :
- Rwanda, Burundi, République démocratique du Congo.

À la fin 2008, l'institut compte 67 religieux dans 11 maisons, le siège général est à Kabgayi.

## Sources
- (it) Cet article est partiellement ou en totalité issu de l’article de Wikipédia en italien intitulé « Fratelli giuseppini del Rwanda » (voir la liste des auteurs).